# Errollyn Wallen
Errollyn Wallen (ur. 10 kwietnia 1958 w Hondurasie Brytyjskim) – brytyjska kompozytorka wykonująca muzykę klasyczną, od 2024 roku Master of the King's Music.

## Życiorys
Urodziła się na terenie Hondurasu Brytyjskiego (obecnie Belize), w wieku dwóch lat wraz z rodzicami przeniosła się do Londynu. Studiowała muzykę na Goldsmiths College, ukończyła następnie studia magisterskie z zakresu filozofii na King’s College w Cambridge. Wykonała utwory na kilka uroczystości, m.in. na ceremonię otwarcia Letnich Igrzysk Paraolimpijskich 2012, a także na złoty i diamentowy jubileusz panowania królowej Elżbiety II (tj. na odpowiednio 50. i 60. rocznicę).
24 sierpnia 2024 roku została mianowana Master of the King's Music przez króla Karola III, zastępując Judith Weir. Wallen została tym samym pierwszą w historii czarnoskórą kobietą noszącą ten tytuł.
Jest także pierwszą czarnoskórą kobietą, której utwór został zagrany na festiwalu The Proms. Autorka książki pt. Becoming a Composer z 2023 roku.

## Nagrody i wyróżnienia
W 2013 roku otrzymała Ivor Novello Award w kategorii muzyka klasyczna.
W 2018 roku została wyróżniona przez BBC jako jedna ze 100 najbardziej wpływowych kobiet.
12 listopada 2024 roku została członkinią The Ivors Academy. W tym samym roku znalazła się w gronie dwudziestu najczęściej wykonywanych żyjących twórców muzyki klasycznej.

## Wybrana twórczość
- Anon (2014; opera)[2]

### Albumy[10]
- The Girl in My Alphabet (2002)
- Errollyn (2004)
- Photography (2016)
- Meet Me at Harold Moore’s (2024)

## Odznaczenia[10]
- Kawaler Orderu Imperium Brytyjskiego (2007)
- Komandor Orderu Imperium Brytyjskiego (2020)

## Życie prywatne
Ma troje rodzeństwa, w dzieciństwie była wychowywana przez wujostwo. Zamieszkała na Orkadach.